# دیاگو رودریگز سیستون
دیاگو رودریگز سیستون (به پرتغالی: Diogo Rodrigues Siston) هافبک اهل برزیل است که در شهر ریودو ژانیرو و در تاریخ ۲۵ ژانویهٔ ۱۹۸۱ به دنیا آمده‌است.
دیاگو رودریگز سیستون در تیم‌های فوتبال واسکو دوگاما سابقهٔ حضور دارد.